# Сирітський будинок (Новочеркаськ)
Сирітський будинок (рос. Сиропитательный дом) — благодійний заклад, створений для турботи про дітей-сиріт і підкидьків до досягнення ними десятирічного віку в XIX столітті в Новочеркаську, (Ростовська область, Росія). Спочатку заклад розташовувався в будинку козака Тамбовцева, потім переїхав до будинку на Платовському проспекті, 28. 

## Історія
2 лютого 1842 року в місті Новочеркаськ відкрився сирітський («сиропитательный») будинок, створений для надання допомоги дітям-сиротам і підкидькам, про яких не було кому подбати. Цей сирітський будинок був третім закладом такого плану на території Росії. Для потреб закладу був орендований будинок козака Тамбовцева. Були введені посади завідувачки та наглядачки. Діти до сирітського надходили з різних місць: когось знаходили біля церков Ростова-на-Дону або Нахічевані-на-Дону, хтось був кинутий біля будинків заможних людей, які проживали в Таганрозі чи поселеннях Області Війська Донського. Для людей, що розшукують дітей, були засновані спеціальні посади. Обмежувальні норми за кількістю дітей, які могли потрапити до установи, були відсутні.
Привезені діти надходили на піклування до годувальниць, у яких могли залишитися після досягнення трирічного віку або перейти під нагляд виховательок. У перший час дітей треба було привозити до Новочеркаська і показувати в сирітському будинку. На годування дітей виділялося по 4 рублі на місяць. Були діти, які проживали в будинку постійно, у зв'язку з тим, що турботу про них на себе ніхто не брав. Вважалося, що по досягненню десятирічного віку, діти повинні були шукати собі заробіток і забезпечувати себе самостійно.
У травні 1869 року Почесною Попечителькою сирітського будинку в Новочеркаську стала Ольга Іванівна Чорткова. За статистичними даними, в період з 1860 по 1870 рік на піклуванні установи щорічно перебувало від 700 до 1000 вихованців, але діти проживали в досить важких умовах. У 1880-х роках чисельність дітей у закладі збільшилася, і він переїхав до будинку на Платовському проспекті, 28. Але на утримання дітей виділяли мало коштів, і керівництво вирішило звернутися за субсидією до війська Донського. А Військовий Наказний Отаман війська Донського Микола Іванович Святополк-Мирський, своєю чергою, вирішив почати клопотатися про припинення роботи сирітського будинку, оскільки він знаходився в дуже тяжкому стані.
Але заклад продовжував працювати. У 1899 році Почесною Попечителькою будинку стала Марія Миколаївна Максимович. У липні того ж року, вона направила офіційний лист отаманові війська Донського, у якому говорила про важке становище сирітського будинку і просила про збільшення матеріальної допомоги. Завдяки ініціативі М. М. Максимович, 1900 року було створено Донське товариство піклування про дітей Новочеркаського сирітського будинку, і вона стала його головою. Серед цілей товариства була вказана допомога дітям одягом, їжею, навчанням. Товариству була виділена допомога в розмірі 20 тисяч рублів, в майбутньому благодійні збори продовжили надходити.
У 1901 році набула чинності Постанова міських дум щодо виділення допомоги Донському товариству піклування про дітей Новочеркаського сирітського будинку. З міської скарбниці Таганрога і Нахічевані-на-Дону щороку виділялося по 300 рублів, і 1000 рублів щорічно з коштів Ростовської думи. У 1905 році додатково стало надходити 1200 рублів на пошук дітей-сиріт і їх відправлення до сироітського будинку. У Ростові-на-Дону планували відкрити сирітський будинок, в зв'язку з тим, що щорічно з цього міста до Новочеркаська надходило близько 150 дітей. Часто сирітський будинок згадувався в заповітах: вдова сотника Парасковія Іванівна Потапова залишила сирітському будинку 300 рублів.